# Павленково (Лебединский район)
Павленково (укр. Павленкове) — село,
Павленковский сельский совет,
Лебединский район,
Сумская область,
Украина.
Код КОАТУУ — 5922987101. Население по переписи 2001 года составляло 362 человека .
Является административным центром Павленковского сельского совета, в который, кроме того, входят сёла
Бойки,
Букаты,
Дегтяри,
Мартынцы,
Марусенково и
Слобода.

## Географическое положение
Село Павленково находится на правом берегу реки Грунь,
выше по течению на расстоянии в 1,5 км расположено село Мартынцы,
ниже по течению на расстоянии в 1 км расположено село Грицины.
По селу протекает пересыхающий ручей с запрудой.
Рядом проходит автомобильная дорога Т-1918.

## История
- Впервые упоминания о селе Павленково в письменных источниках относится к 1654 году.

## Экономика
- Молочно-товарная ферма.
- «Победа», ООО.
- «Павленково», ООО.

## Объекты социальной сферы
- Детский сад.
- Школа.